# معبد تسوکیجی هونگانجی

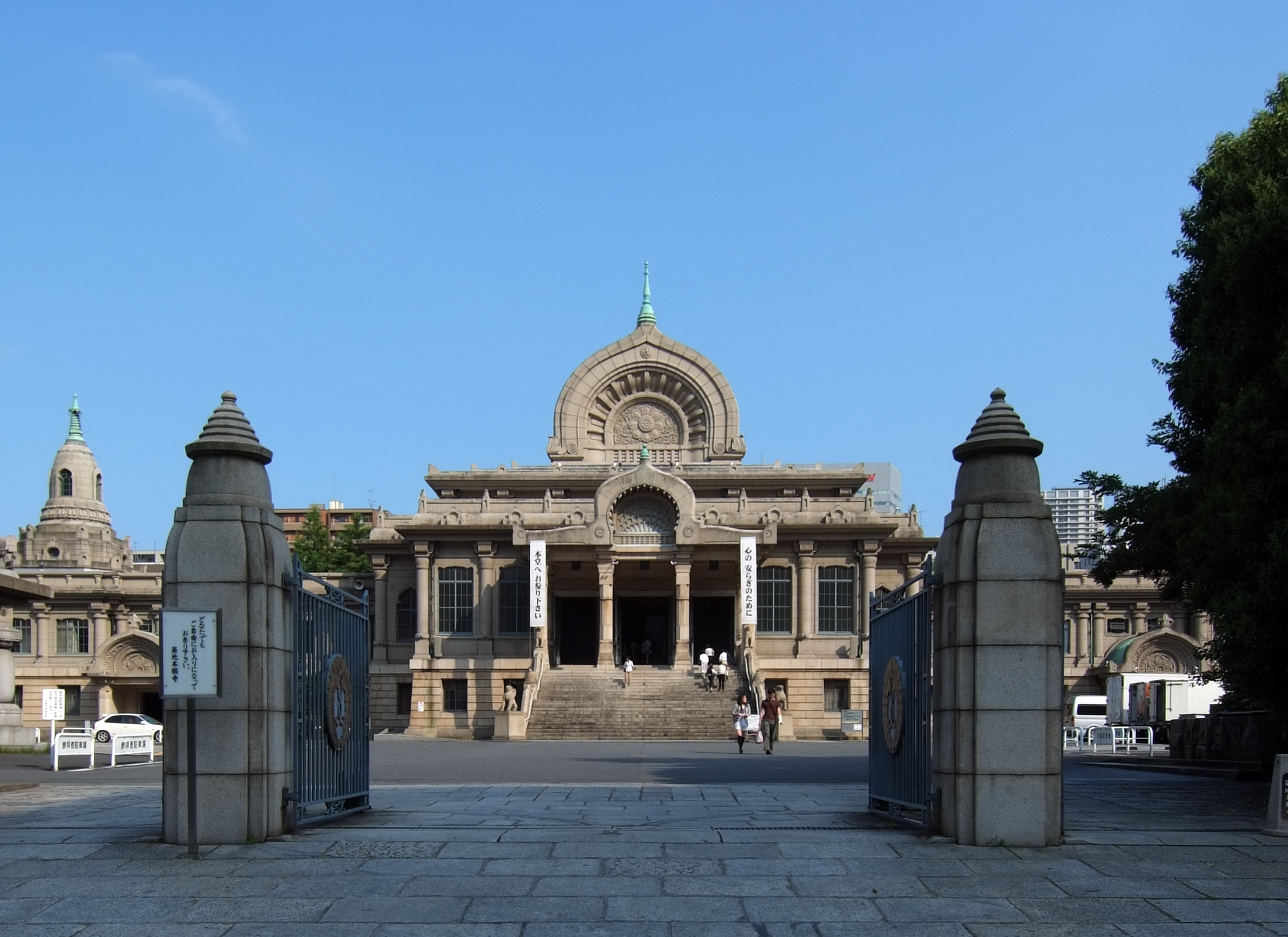
معبد تسوکیجی هونگانجی.

معبد تسوکیجی هونگانجی (به انگلیسی: Tsukiji Hongan-ji) در منطقهٔ چوئو در توکیو، پایتخت ژاپن واقع شده و در سال ۱۶۱۷ میلادی ساخته شده‌است. 

## رسیدن به معبد
- متروی توکیو، خط هیبیا، ایستگاه تسوکیجی (築地駅)